# 蝶之毒華之鎖系列角色列表
《蝶之毒華之鎖》是Aromarie公司發行的女性向日本成人遊戲，作品後推出延伸Fan disc《蝶之毒華之鎖 幻想夜話》與廣播劇等改編作品。本表列出這些作品中出場的角色。
- 註：角色介紹含番外《幻想夜話》、遊戲公式設定集及其附錄小說補述內容。下述主要人物的結局事件敘述以遊戲真結局路線[1]為主。

## 主要角色
※廣播劇CD版配音員同遊戲版本配音員。角色介紹含番外《幻想夜話》補述內容。

※編劇丸木文華於推特說明，主要角色的名字命名，主要受橫溝正史、江戶川亂步、谷崎潤一郎等作家的影響。
野宮 百合子（Nomiya Yuriko，聲優：無） ※遊戲裡可變更姓名
遊戲本作裡玩家扮演的女主角，野宮子爵夫婦康之與繁子的女兒，瑞人名義上的同父異母妹。她是名溫柔善良，聰明細膩，開朗且略帶倔強的少女，天生擁有百合花般的體香與流汗動情會讓體香更濃郁的體質。對美食特別感興趣，樂衷學習且有著良好的語言學習能力，但是不擅長藝術、家務、喝酒，討厭蜘蛛、蛇類、蟲子、番茄。原本因為家境關係得以進入當時的學習院大學附設女子學院就學，後來家境逐漸拮据而被迫輟學，面對家裡逐漸窘困的家境而產生警覺意識，排斥社交界的虛偽氛圍。她和尾崎男爵家的少主尾崎秀雄為總角之交，與家裡的園藝師兼初戀對象真島芳樹處於相互暗戀的狀態。
在《蝶之毒華之鎖》的本傳故事中，康之和繁子為了解決野宮家龐大的債務問題和決定百合子的婚姻歸宿，藉著為其舉辦慶生晚會的名義邀請各方權貴名人物色聯姻對象，百合子對雙親執意在家境拮据的狀態為她舉行慶生晚會的舉動產生質疑，準備趁著慶生晚會開始前從房間窗臺逃離時，被芳樹及時發現出面制止，加著眾人的關切、秀雄的揶揄、賓客們的交際帶來的壓迫感，遂藉故離開晚會現場，成為劇情的開端。遊戲本傳芳樹線好結局兼遊戲真結局路線裡，百合子趁著芳樹幫她洗腳時向對方告白，間接於不知情的狀態阻止了芳樹的復仇計劃，為讓數度拒絕她的後者見證自己的決意，遂離家出走擔任咖啡店女侍自力更生，還向尋獲及提出辭職制止她的芳樹表態自己也不返家，終使雙方正式確認彼此相戀的實情和心意而共同私奔。其後百合子於番外《幻想夜話》芳樹線好結局兼遊戲本傳真結局的後日談裡因為秀雄再會時提出的質疑，察覺芳樹涉及非法交易的嫌疑和隱情，仍決定接受後者，最終被芳樹從秀雄的手裡救回後，兩者決定遷居上海生活。日本遊戲專題雜誌《COOl-B》舉辦的2017年日本女性向成人遊戲大賞票選活動中，野宮百合子於女性向成人遊戲大賞主人公部門投票項目獲得第一名的成績。
斯波 純一（Shiba Junichi，聲優：茶介）
28歲。生日8月25日。O血型。身高177CM。
斯波是遊戲裡的五名男主角之一，貿易公司「大道洋行」的社長。他是天海酒商現任店主天海鏡子的商業熟識，同時和野宮家及其姻親飯田家有商業關係往來。個性強勢驕傲且不在乎眾人觀感，秉持金錢代表權力和力量的拜金主義，鄙視華族權貴，其實為人熱誠且富人情味，同時受過往的經歷影響，對貧富身份差距造成的影響感觸極深，渴望擁有自己的家庭和希望出資幫助處境艱難的兒童們就學。有抽菸的習慣，興趣是繪畫、撞球、攝影；喜歡的食物是牛鍋、馬鈴薯泥、葡萄酒，討厭甜食。在《蝶之毒華之鎖》的本傳故事中，斯波以受邀賓客暨求婚者的身份，出席野宮家的慶生暨招親晚會，藉著雄厚的財力作後盾，向百合子展開追求，被後者的母親繁子視為百合子的聯姻首選，但也因此和百合子的義兄瑞人屢生矛盾。
原本是八王子地區花街娼妓和不明男子所生的孩子，4歲時居住的花街發生火災，失去母親和家園，為了謀生加入盜匪集團。十幾年前的夏天在箱根逃避所屬集團的追捕時，遇見當時隨家族前來度假的百合子並指引她誤導集團成員，躲過集團的追緝。臨走前百合子給他一條白手帕和告知自己的名字，令斯波首度見識人情的善良面，為實踐將來再會時定將歸還手帕的約定，遂趁機脫離集團，透過他人資助於北海道藉著造船業發跡，成功拓展事業和持續尋覓百合子的蹤跡，終於野宮家舉辦招親晚會前，透過鏡子探聽進一步確認尋獲百合子，如願爭取到機會出席野宮家的晚會。
番外《幻想夜話》芳樹線好結局兼遊戲真結局的後日談裡，康之對斯波提出尋獲百合子便將後者許配給他的條件，委託斯波協尋偕同芳樹私奔的百合子的下落。
日本遊戲專題雜誌《COOl-B》舉辦的2017年日本女性向成人遊戲大賞票選活動中，斯波純一於女性向成人遊戲大賞角色投票項目獲得第一名的成績。
野宮 瑞人（Nomiya Mizuhito，聲優：平井達矢）
22歲。生日3月15日。B血型。身高168CM。
瑞人是遊戲裡的五名男主角之一，百合子名義上的同父異母兄暨野宮家花道繼承者，其實是繁子的遠親白川佑司伯爵造訪野宮家時，強暴時任野宮家女傭所生的私生子。遊戲裡依據玩家變更或維持主角姓名，改變其姓氏。他是名外型纖細，個性陰柔離世的男子，總是以穿著長着和服的裝扮登場，常待在家裡的倉庫午休和光顧花街。熱衷於繪畫與詩，喜愛的食物是魚類和酒，最喜歡的動物是蝴蝶，討厭冷盤牛肉和暴發戶（例如：斯波純一）。他經常斡旋於異性之間，但在同時亦以超越親情的感情關懷著百合子，為此極力反對義母繁子為償家債將百合子當成聯姻籌碼，及其試圖撮合斯波和百合子聯姻的決策。
22年前遭白川佑司伯爵侮辱的時任野宮家女傭產下瑞人的時候，白川伯爵因為輕視傭僕而拒絕為此事負責，當時正值和妻子賭氣的康之得知該名女傭處境艱難，轉而對繁子誆稱瑞人是自己的私生子，將其抱養進野宮家並視為義子，但是繁子因為瑞人的出身問題而排斥他，遂將其交給野宮家的女傭們負責照顧。兒少時期的瑞人於某次為年幼的百合子洗髮時，深受百合子的頭髮觸動心靈而對她產生超越親情的情感，但也因為這段關係令同樣對百合子抱持好感的尾崎男爵家獨子秀雄對他產生戒備心；踏進青少時期後更頻繁周旋於野宮家的女傭之間，令家裡的管家藤田均屢嚐失戀苦果，導致後者對其暗埋心結。
成年後因為從康之的口裡獲知自己的身世，加上被繁子剝奪出國進修繪畫的夢想的雙重打擊，遭校方退學後常流連花街之間尋求慰藉。為了保護百合子不被野宮家的債主覬覦，瑞人暗地和藤田商討應對債主的計劃，決定瞞著家族頂替百合子，透過鏡子的仲介擔任男妓替家族償債。另一方面，其隱約理解康之、繁子、一清的三角戀情糾葛，因為私人立場的關係，視秀雄為應對斯波的同盟，擔心鏡子會作出不利於百合子的行動。
遊戲本傳與番外《幻想夜話》瑞人線提及，瑞人和藤谷子爵的妻子藤谷園子（原名白川園子）為姑姪關係。在《蝶之毒華之鎖》的番外《幻想夜話》芳樹線好結局兼遊戲真結局的後日談裡，秀雄提及瑞人在芳樹和百合子私奔後深受打擊，變得更加消極不振。
真島 芳樹 / 劉瑞 / 石川清（聲優：大石惠三）
25歲。生日6月25日。B血型。身高170CM。
遊戲本作裡的核心男主角，野宮家的園藝師，百合子的初戀對象。野宮家的成員們習慣以「真島」稱呼他，但是他在上海活動的時候則會使用「劉瑞」的名字。芳樹平常是位個性溫柔友善、冷靜沉穩且心思謹慎細密，深受野宮家的女傭們歡迎的男子；隨著遊戲的劇情進展，逐漸顯現其冷酷不擇手段與複雜矛盾的一面，同時暗地經營私人非法事業與操作野宮家背負的龐大債務。其真實身分是擁有「闇之鴉片王（闇の阿片王）」別號的上海黑社會劉家現任當家與鴉片毒梟劉瑞，繁子與百合子的舅父一清亂倫戀所生的親生子，百合子的同母異父兄長石川清。因為過去經歷的影響，導致他的背部殘留一道被砍傷的刀疤，對野宮家的多數成員抱持敵意及痛恨任何涉及亂倫的行為，唯獨對百合子抱持愛恨兼備的複雜情感，亦為這段關係和倫理衝突而糾結。
芳樹天生擁有被百合子形容像太陽與花草般、實則和百合子相同的體香與特殊場合令體味更濃郁的體質，以及對人體氣味異常敏感的嗅覺。愛吃蘋果與各類水果，喜歡各種花草植物與動物，個人興趣是繪畫和園藝。他有著能將剩菜重制成新料理的烹飪技術，同時受長期待在黑社會的經歷影響，擅長中文對話、毒藥運用、近身搏鬥，唯獨不擅且討厭飲酒。另一方面，其擁有廣泛的人脈和勢力範圍，這使得他具備著能隨時掌握日本及滿洲（大陸）本部動態的情報網。
25年前的繁子瞞著外界誕下清（芳樹）的時候，顧及其身份不被社會和石川家所容，遂趁著出嫁前將其託付給石川家的女傭濱田桔梗撫養；直至10歲那年，康之得知他的存在，闖進濱田家將其砍成重傷和殺害濱田夫妻。倖存的清（芳樹）被生父一清暗地救回石川家休養期間，因為連日高燒的影響失去生育能力，還透過一清的敘述得知自己的真實身世，為了復仇轉而離開生父並跟隨經營非法事業的男子接觸鴉片買賣，12歲時被當時上海黑社會的劉家家主帶往上海本營收留命名為劉瑞，逐步建功晉升成為其得力助手，藉著揪出和處決謀害時任家主的兇手被擁戴為繼任家主，拓展自己的勢力規模。為了實踐復仇計劃，清（芳樹）返國學習兩年園藝，藉著擔任園藝師的名義踏進野宮家，卻在初遇為女傭踏進水池裡撿拾手帕的百合子時意外對其一見鍾情，為和百合子相處而數度延遲復仇計劃，最後因得知野宮家準備藉著舉辦慶生暨招親晚會將百合子安排給其他對象，為了不讓百合子被帶走決定趁機採取行動。遊戲裡依據玩家的行動抉擇，將影響芳樹如願實踐或中斷復仇計劃；以及其和百合子的戀情關係。
在《蝶之毒華之鎖》遊戲本傳的故事中，芳樹及時發現和制止準備從窗台逃離慶生暨招親晚會的百合子，將離開會場時不慎弄髒足部的後者帶往自己的房間洗腳，暗地教唆野宮家家僕三郎於此同時協助執行復仇計劃，試圖藉著從慶生暨招親晚會的佈局起始逐一除去野宮家重要成員。遊戲本傳芳樹線好結局兼遊戲本傳真結局路線裡，芳樹為百合子洗腳期間受後者的告白衝擊，及時通知與命令三郎取消晚會的復仇計劃，數度以身份差距為由婉拒她的心意，直至尋獲離家出走的百合子並得知彼此於初相遇時一見鍾情的實情後，出於對百合子的強烈執著不希望遭厭惡與被其堅韌精神折服，遂向百合子隱瞞黑社會身份與彼此的異父兄妹關係共同私奔離開野宮家。事後芳樹於番外《幻想夜話》芳樹線好結局後日談發生秀雄帶走百合子的事件時，本有意藉著此次事件使自己從亂倫的罪惡感解脫，但後來及時體認百合子對自己的意義而徹底醒悟，轉而指揮部下從秀雄的手裡救回百合子。最終兩者為避開其他人的搜尋決定遷居上海，透過百合子得悉野宮家變況的芳樹也在個人獨白透露，野宮家在債務已被他轉讓給高利貸業者與失去百合子的狀態下，勢將日益崩壞，形同復仇成功，而自己也不再關注日後野宮家沉淪的情況。
日本遊戲專題雜誌《COOl-B》於2014年4月份增刊號「Sweet Princess」的《蝶之毒華之鎖 大正艷戀異聞》專題報導裡，將芳樹的經歷與其和百合子的戀情關係評為「適得其反的因果報應物語」。日本遊戲專題雜誌《COOl-B》舉辦的2017年日本女性向成人遊戲大賞票選活動中，真島芳樹於女性向成人遊戲大賞角色投票項目獲得第二名的成績。
遊戲編劇丸木文華於2018年4月7日的個人推特回覆讀者提問，說明芳樹的身份設定與參考歷史人物原型，取材自20世紀曾和關東軍合作製作鴉片的日籍記者暨實業家里見甫 （页面存档备份，存于）（中文名為李鳴）的生平經歷。
藤田 均（Fujita Hitoshi，聲優：チアノーゼ三太夫）
37歲。生日10月29日。AB血型。身高178CM。
藤田是遊戲裡的五名男主角之一，野宮家日英混血管家暨百合子的前任鋼琴教師。他是名個性慎重格守本分，盡忠服侍野宮家，有隱性的受虐屬性與戀母情結的男子。在野宮家籌辦招親晚會的期間，負責指揮傭人們準備開幕前的事宜。因為兒時受母親指導琴藝和後者常用甜食作獎勵的緣故，加著踏進野宮家之前曾任餐廳廚師的經歷，造就其喜愛甜食（尤其是巧克力）的習慣，熱衷且擅長料理和鋼琴演奏。其特別欣賞的女性身體部位是胸部。討厭醋拌菜和被別人評論自己的混血外貌。
雙親分別是英國船員與曾受過法國琴師教導琴藝的日本名家千金，父親某日航海離開藤田母子後從此再無消息，被逐出家族的母親遂藉著擔任鋼琴教師與委身為外籍男性情婦獨自撫養他成人，最終過勞逝世。藤田在成長過程中數度見及母親遭外籍男性侵犯而留下陰霾，自己也因為混血的外型和身份長期遭眾人歧視，直至十幾年前康之將藤田聘進野宮家，擔任百合子的鋼琴教師，藤田遂將不因自己混血身份給予差別待遇的康之視為畢生恩人相待，並且在野宮家時任老管家去世後，接替老管家的職缺，成為野宮家的傭人總領班暨財務總管。
為野宮家裡負責和債主談判的代表暨少數知道瑞人賣身償債實情的對象，雖然對瑞人多度搶走自己的戀人有所不滿，亦認為瑞人賣身頂替百合子的決策不妥，仍因為主僕關係決定尊重瑞人的意願向百合子隱瞞這項祕密。《蝶之毒華之鎖》遊戲本傳芳樹線好結局兼遊戲真結局裡，藤田本奉康之命令阻止芳樹和百合子私奔，但在見識兩者的決意後選擇成全百合子的幸福。事後秀雄在番外《幻想夜話》芳樹線好結局的後日談提到，芳樹和百合子離家後，藤田雖然成為野宮家裡唯一繼續支撐著整個家的成員，但內在已經精力交瘁。
尾崎 秀雄（Ozaki Hideo，聲優：須賀紀哉）
24歲。生日12月1日。A血型。身高166CM。
秀雄是遊戲裡的五名男主角之一，因為軍功躋身華族之列的功勛華族（新華族）尾崎男爵家少主，陸軍砲兵少尉暨業餘鳥類研究者，百合子的青梅竹馬。性格嚴謹具重度潔癖，言談間時有冷苛之意，不擅長和異性互動；其實為人正經誠實，偶流露溫柔之情。秀雄自幼便相當喜歡鳥類，平常處理軍務之餘亦熱衷賞鳥、鳥類研究、劍道；喜歡的食物是蕎麥麵和生魚片。他經常因為涉及野宮家的相關人事而被捲進麻煩事件或產生誤會，但即使在雙方家庭因故疏遠後，仍然持續留意著野宮家的動態。
秀雄原本在童年時期和百合子交情甚好，單方喜歡對方的同時也察覺瑞人對百合子抱持異樣的情愫，直至某次秀雄為表達對百合子的好感脫口說出「想將百合子作成剝製標本」的無心戲言，造成繁子心生驚懼，後來尾崎家準備向野宮家提親時，這樁親事被繁子以雙方門第有別為由回絕，造成雙方誤解並漸行漸遠。其後尾崎家希望報復野宮家的輕視之辱，故透過當時秀雄曾經修習禮儀的公家牽線，促成和白田侯爵獨生女佐和子的聯姻。
認為瑞人和鏡子實屬同類，刻意和兩者保持互動距離。被斯波稱呼為「軍人兄」。因為雙親對野宮家的心結未解，所以代替不願出席的雙親親赴野宮家的慶生暨招親晚會，和百合子再會時更針對兩家過節及野宮家欲透過聯姻償債的決策冷嘲熱諷，但隨後意識自己的失言並親自向百合子致歉。
番外《幻想夜話》芳樹線好結局兼遊戲真結局的後日談裡，秀雄接受康之的委託協尋百合子，趁著再會期間向她轉述野宮家的變況，投藥迷昏和帶著後者搭乘火車準備返回野宮家，被芳樹從中干預而導致計劃失敗，但是百合子亦因為秀雄會談期間提出的質疑，查覺芳樹牽涉非正當的貿易活動。
天海 鏡子（Amami Kyouko，聲優：貓魅愛）
40歲。生日4月20日。O血型。身高156CM。
鏡子是天海酒行的繼任老闆娘暨仲介業者，繁子的學生時代友人兼野宮家雜傭三郎的前主人，斯波純一的商業舊友。為其他結局線（PSP版與PSV版為女偵探線）的主要女性角色。她有著和實際年齡不相符的外貌與濃郁的體香，經常穿著高級和服出入社交場合。喜歡吃各種山珍海味但討厭青豆，個人興趣是購物和蒐集骨董與人偶。個性大方奔放且言行得體擅交際，掌握著許多情報，俱備雙性戀傾向。她在私底下從事著仲介業接收各種委託任務（包含協助仲介性工作給瑞人一事），著重慾望且喜歡不分性別和婚姻狀態遊狩獵物，其中尤對百合子抱持著濃厚的興趣，導致瑞人和秀雄非常忌憚她的存在。多度帶著繁子出入費用高昂的社交娛樂場合，間接造成野宮家的財務重度負擔，是少數熟知繁子的過去秘密的角色。
年輕時期曾遭男性強暴的經驗，導致她非常不相信男性，為自保轉而練就玩弄其他對象的手段。她接替父親天海正平繼承家族的酒行，透過招贅和丈夫榮太郎成婚並育有一子， 於多年前相中當時尚未成業的斯波的潛力，主動擔任他的資助者協助其發跡，亦因此和後者有段短暫的曖昧關係。後來接受斯波委託調查攸關百合子的情報，促成斯波出席野宮家招親舞會的契機，並以受邀賓客的身份出席野宮家的慶生暨招親晚會，順勢幫助亟欲擺脫三郎的百合子解圍。
在遊戲本傳其他結局線（PSP版與PSV版為女偵探線）擔任引導百合子尋找幕後真相的角色，遊戲本傳普通結局「女偵探」及番外《幻想夜話》特典章篇「女偵探事件簿」裡於野宮家破產歸還爵位後，協助負擔野宮家的債務與安排百合子的生活，同時仲介偵探委託給她。番外《幻想夜話》芳樹線好結局兼遊戲真結局的後日談裡，繁子受芳樹與百合子私奔的事件影響後，負責陪伴與撫慰繁子的精神。

## 次要角色

### 野宮家相關角色
野宮康之（Nomiya Yasuyuki，聲優：野坂正彥）
繼承羽林家血統的公家華族暨花道世家野宮家的家主，爵位子爵。百合子的父親與瑞人的義父。和妻子繁子是遠親聯姻關係。遊戲裡依據玩家變更或維持主角姓名，改變其姓氏。康之為人和善親切，待瑞人如己出且疼愛著百合子，同時對繁子抱持著強烈的執著心且長期默許她的揮霍行徑，但由於妻子的表現過度強勢和家勢衰敗的影響，被野宮家的多數傭人（藤田均除外）暗地輕視。
年輕時期個性剛愎且執著性強，因為石川家的家臣安排而促成自己與繁子的婚姻，22年前為向漠視自己的繁子賭氣和憐憫受辱誕下瑞人的女傭處境困難，藉此事收養瑞人為野宮家義子。十幾年因為前陸續發現一清與繁子的兄妹不倫關係與清（芳樹）的存在而震怒難耐，為了除掉清（芳樹）轉而闖進收養後者的濱田家行兇，導致清（芳樹）在這場事件背部重傷並於療養期間因連日高燒失去生育能力。劇情開始的五年前雇用化名真島芳樹的石川清擔任家裡的園藝師，對於芳樹的真實身份全然不知情。
為了解決繁子過度揮霍而累積的債務而多度向親友借貸，兩者以替百合子慶生的名義，策辦招親晚會物色聯姻對象。遊戲本傳多數結局裡，康之因為芳樹的復仇計劃而在慶生暨招親晚宴的暴動期間遇害（僅有兩個結局平安度過慶生晚宴且存活至最後）；本傳芳樹線好結局兼遊戲真結局裡，康之於芳樹和百合子返家談判公開戀情時，堅決反對兩者的戀情，試圖開槍攻擊芳樹之際被繁子制止，事後康之在番外《幻想夜話》芳樹線好結局後日談受此事影響變回年輕時的暴烈性格，委託斯波和秀雄協尋帶回跟隨芳樹私奔的百合子。
遊戲編劇丸木文華以芳樹線好結局兼遊戲真結局的過程為腳本，收錄於幻想夜話公式設定集的附錄真島芳樹短篇小說《守護之人》中，百合子向芳樹告白後離家出走的期間，康之指派芳樹協尋百合子（但是芳樹提前尋獲百合子後，為觀察百合子遂向康之隱匿提前尋獲對方的消息），同時為繁子不顧百合子的意願執意撮合後者和斯波聯姻的作法表達不認同。
野宮繁子 / 石川繁子（Nomiya Shigeko，Ishikawa Shigeko，聲優：夕姬）
康之的妻子暨遠親，百合子與芳樹的母親，瑞人的義母。鏡子學生時期的舊友。娘家為擁有伯爵爵位的武家華族石川家。遊戲裡依據玩家變更或維持主角姓名，改變其姓氏。繁子年輕時期的個性溫柔靦腆且喜愛閱讀，但在婚後演變成現今強勢且極端重視互動對象身家背景的性格。她被野宮家的多數家傭視為野宮家的實質家主，表面強勢對待康之實則畏懼後者，同時非常介意當年康之抱養名義上的私生子瑞人，對待瑞人冷漠不留情面。她平日經常和貴婦出入高級社交場合，長期揮霍無度與康之的默許造成野宮家財務窘困；受體質病弱的影響，仰賴藥物控制病情，但在雨天期間會令病情加劇。
年輕時期和兄長一清維持著地下戀情，因為一清的妻子當時不孕，促使石川家為延續血脈積極為繁子物色適合聯姻的對象，繁子礙於兩者的亂倫戀情和私生子清（芳樹）不被世間接納，無奈接受家族安排的聯姻，趁著嫁進野宮家前將出生的清（芳樹）託付給當時服侍家裡的女傭濱田桔梗撫養。在濱田夫妻遇害與兄長早逝後，對於兄長與清（芳樹）始終抱持著愧疚之情。
視百合子為延續野宮家的希望與真正的繼承人，偕同康之舉辦百合子的招親晚會，極度看好且積極爭取機會撮合斯波和百合子聯姻，希望藉此同時達到清償野宮家債務和延續野宮家血脈的目的。遊戲本傳多數結局裡，繁子因為芳樹的復仇計劃而隨於康之後受驚驟逝（僅有兩個結局平安度過慶生晚宴且存活至最後）；本傳芳樹線好結局兼遊戲真結局裡，繁子於芳樹尋獲百合子返家談判時，透過芳樹的暗示得知其真實身分，震驚之餘挺身阻止康之，讓芳樹和百合子離開野宮家。事後番外《幻想夜話》芳樹線好結局後日談提及，繁子因為此事成為康之遷怒的對象，個性也變得異常懦弱畏縮，懼於康之得悉真相的後果而極力向其隱瞞實情。
野宮瑞人
詳參#主要角色
野宮百合子
詳參#主要角色
藤田均
詳參#主要角色
真島芳樹
詳參#主要角色
三郎（さぶろう）   声：滑川菊太郎（遊戲本傳）/木村良平（幻想夜話特典篇美型版）
野宮家的家僕。性情駑鈍莽撞，多次被野宮家的女傭小八利用，與之發生性關係。原本任職於天海家，因為惹事生非被天海家驅逐，兩年前被康之收留作雜傭。後來被芳樹用鴉片控制染上毒癮，聽從前者的指示執行命令，有時會作出超乎芳樹意料的威脅性行動，百合子對其極度厭惡且避之唯恐不及。遊戲本傳裡為死亡結局數目僅次於康之和繁子的角色。
遊戲番外《幻想夜話》附錄特典章篇「女偵探事件簿」裡，三郎離開野宮家與戒除鴉片後，變成美青年的模樣，並委託鏡子與百合子協助調查任務。
秋子（Akigo）
野宮家的年長女傭，本傳裡僅搭配語音與文字敘述登場。個性親切，主要負責打理野宮家的廚房事宜，當其因故缺席時，則交由藤田負責代理職務。在遊戲本傳藤田均線透過經常因為生意往返上海與日本的丈夫，協助藤田和百合子進行調查。
茂吉（もきじ）
僅在遊戲本傳官方公式設定集附錄芳樹篇小說《千夜之夢》及幻想夜話公式設定集附錄芳樹篇小說《花的名字》短暫提及，野宮家的前任園藝師。本傳劇情開始的五年前，因為當時20歲的芳樹受聘進野宮家，將自己的職位交接給對方，茂吉驟逝後，芳樹遞補其職缺成為繼任園藝師。
小八（はち）
野宮家近期新聘的女傭，遊戲本傳中於共通線以「女傭」身份短暫登場但未提及名字，其名字於幻想夜話公式設定集附錄芳樹篇小說《花的名字》提及。單方面對芳樹抱有好感，為了引起對方的妒意，多度刻意在芳樹的臥房附近和三郎發生性關係，反而弄巧成拙引起芳樹的質疑。勸誘芳樹跟著自己離開家境每況愈下的野宮家，但被對方斷然回絕。
野宮康之之父
僅在遊戲本傳劇裡以文字敘述提及，野宮家的前任家主，康之的父親與百合子的祖父。生前喜好飲酒和珍藏藝品，數年前過世後，其珍藏的傳家寶悉數被挪去抵押債務。

### 石川家相關角色
石川德子（Ishikawa Tokuko）
百合子與芳樹的外祖母，其在PC版遊戲本傳僅搭配語音與對白登場，PC版番外《幻想夜話》和PSP版及PSV移植版遊戲本傳則是搭配立繪形象和語音登場。
對於野宮家債台高築的情況雖感到擔憂，但也表示野宮家的債務已超出能力範圍，無法再提供協助，積極為外孫子女爭取相親的機會。為少數知曉一清與繁子的不倫戀與濱田家滅門事件的知情人，但對兩者私生子尚存人世毫不知情。
遊戲本傳藤田劇情線好結局與番外《幻想夜話》藤田劇情線好結局前日談裡，親自認可藤田與百合子的親事，並且在兩者結婚搬出野宮家後經常贈與生活物資，關心兩者的生活。
石川一清（Ishikawa Ichikyou）
繁子的兄長暨戀人，百合子的舅父，芳樹的生父。僅在遊戲裡的文字敘述與回憶片段裏提及，但本人形象未在劇中登場。
個性溫和，認為和繁子作為兄妹，代表雙方的羈絆將會持續終生，以此安慰為兩者的關係無法被社會所容感到忿怨的繁子，雖然已婚仍繼續和繁子維持地下戀情，期盼當時尚在繁子腹中的清（芳樹）的出生。因為這層關係造成妻子與繁子關係不合，本人則在繁子出嫁後和妻子育有一子。
濱田家的命案發生後，將當時身負重傷的清（芳樹）帶回石川家療養並告知後者真實身世，向清（芳樹）表達欲親自養育他的想法，但是清（芳樹）認為一清與繁子是造成其遭逢不幸的元凶，為了復仇選擇離開其身邊，最終病逝前未再和清（芳樹）相見，他的逝世亦令清（芳樹）無法實現向其報復的計劃。
根據芳樹所稱，一清與繁子並非家族裡近親相戀的首例。番外《幻想夜話》瑞人線提及，一清與正室妻所生的兒子（芳樹的異母弟暨百合子的表兄）成年後結婚成家，繼承其身故後留下的爵位空缺，成為石川家繼承人。
石川繁子
詳參#野宮家相關角色
石川清
詳參#主要角色
濱田桔梗（Hamata Kikyou）
曾經服侍石川家的女傭，清（芳樹）的養母。僅在遊戲裡的對白裏提及但本人形象未在劇中登場。
因為膝下無子，加上當時的繁子的處境難以撫養尚在襁褓的清（芳樹），決定和丈夫收養清（芳樹）並將其視如己出，直至15年前康之發現清（芳樹）的存在並闖入家裡行兇時，夫妻倆為了保護當時年僅10歲的清（芳樹）而被康之殺害，事後抵達現場善後與解救清（芳樹）的一清將遇害的夫妻倆遺體就地掩埋。
阿菊（Okiku）
僅於其他結局劇情線（PSP和PSV移植版女偵探線）裡搭配語音與文字敘述登場，曾經服侍石川家的資深老女傭，現已退休獨居。過去不慎向康之透露清（芳樹）的存在，間接釀成濱田家滅門悲劇一事，時隔多年仍對此事懷抱著罪惡感。曾提及百合子的容貌和年輕時的繁子非常相似。
佳子
石川家的女傭，在其他結局劇情線（PSP和PSV移植版女偵探線）裡搭配語音與文字敘述登場，指引玩家和阿菊會談的角色。

### 白川家相關角色
藤谷園子 / 白川園子（Fujigaya Sonoko，Shirokawa  Sonoko）
繁子的遠親，瑞人的姑母暨白川佑司伯爵的姊姊。遊戲本傳僅於文字敘述裡提及，而在番外《幻想夜話》立繪形象才正式登場。年約70歲以上。
個性慈祥和藹，丈夫過身後獨居藤谷家，由傭人服侍起居。認為瑞人傳承了源自佑司的藝術天賦，並引用康之與繁子曾提及的「血脈，才是不容爭議的事實」來形容兩者的天賦傳承。
在遊戲本傳瑞人線好結局與番外《幻想夜話》瑞人線好結局的前日談裡，讓瑞人和百合子寄宿在自家裡，資助瑞人進修繪畫。
白川佑司（Shirokawa Yuuji）
繁子的遠親，瑞人的生父暨藤谷（白川）園子的弟弟，爵位伯爵。僅在瑞人線劇情對白中提及。
性好漁色，具藝術天分且曾前往法國進修藝術，過去在拜訪野宮家時強行非禮時任女傭（瑞人的生母）致其受辱成孕，因為輕視傭人，私毫不願為此事負責。成年後的瑞人曾經幾度在花街遇見但從未和他交談，本人在劇情開始前因為罹患西班牙流感病逝。
瑞人曾表示無法認同佑司的為人，但也認為康之當時觀賞自己的畫作時脫口所言的「血脈，才是不容爭議的事實」，除了指自己和佑司的藝術熱誠與天賦，也能用來形容兩者同樣渴求異性慰藉的慾望。
野宮瑞人
詳參#野宮家相關角色

### 尾崎家相關角色
尾崎男爵夫妻
僅在遊戲本傳與番外《幻想夜話》，以及幻想夜話視覺公式設定集附錄小說尾崎秀雄篇《理性之瞳》短暫提及，秀雄的雙親。
為人正經，番外《幻想夜話》秀雄線提及，秀雄的父親長期關注環境問題，是影響秀雄喜研究鳥類的關鍵人物。
原本和野宮家關係良好，因為多年前秀雄的發言造成繁子誤會，導致繁子日後以門第之差為藉口拒絕尾崎家的提親，尾崎夫妻視此舉為野宮家的羞辱而逐漸疏遠野宮家，為報復野宮家而促成秀雄與佐和子的婚約。後來在收到野宮家舉辦慶生暨招親晚會的請帖時，要求秀雄作為尾崎家代表出席晚會。
白田佐和子（Shirota Sawako，聲優：草月若葉）
政要白田侯爵的掌上明珠暨秀雄的婚約對象。個性溫和得體，抱持武家精神，敬重尊賞高潔情操之人。
深愛著秀雄，但是秀雄曾私底下表示自己對其無戀愛之情，認為這段政治性聯姻不會為兩者帶來幸福。

### 天海酒行相關角色
天海正平（あまみ しょうへい）
僅在遊戲本傳和番外《幻想夜話》遊戲公式設定集附錄小說斯波純一篇「百合姬」以文字敘述方式登場，天海酒行的前任老闆，天海鏡子的父親。
為人剛毅豪放，好大喜功，喜歡狩獵，將家族酒行交接給鏡子經營後，仍會出席一些盛大社交場合。
斯波出席野宮家招親晚會前，透過鏡子調查百合子的訊息時，曾形容天海正平是個擁有多名寵妾的好色之人。
天海鏡子
詳參#主要角色
天海榮太郎（あまみ  えいたろう）
僅在遊戲本傳和番外《幻想夜話》遊戲公式設定集附錄小說斯波純一篇「百合姬」以文字敘述方式登場，天海鏡子的入贅丈夫。
個性溫和老實且懼內，在入贅天海家後對鏡子時常和他人雲雨一事佯为不見，斯波為此對其抱持同情態度。
鏡子和榮太郎的兒子
僅在遊戲本傳短暫提及，名字不詳，十歲。
三郎
詳參#野宮家相關角色

### 飯田家相關角色
飯田道雄（Iida Michio）
富農家族飯田家的長子，和斯波互為商圈熟交。已婚。個性直率粗魯，父親早逝後和母親撫養弟妹成人，藉著父親的遺產做生意致富，開設食品加工廠。因為生意需求，經常前往滿州（中國大陸）與台灣。遊戲本傳斯波線與藤田線裡陪同勝家參與德子安排的相親，為斯波的調查情報提供者。
飯田勝家（Iida Katsumitsu）
富農家族飯田家的次子，德子積極推薦給百合子的相親對象。外型與個性給人斯文有禮的印象，帝國大學畢業後赴倫敦留學，歸國任職於日本的農商務省 （页面存档备份，存于）。遊戲本傳斯波線裡為斯波的情敵暨情報提供者。
道雄與勝家之妹
富農家族飯田家的么女。因為學習禮儀而認識德子的妹婿家族的少爺，兩者相戀成婚，令飯田家和石川家成為姻親。有意替勝家尋覓對象。

### 劉家勢力相關角色
劉（Liu）
僅在遊戲本傳官方視覺公式設定集附錄芳樹篇小說《千夜之夢》與番外《幻想夜話》芳樹劇情線提及，上海黑社會的劉家前任當家，芳樹與張友仁的前任上司。全名不詳。
傷癒離開生父的清（芳樹）流浪至貧民窟後，被某位從事非法娛樂事業與鴉片交易的男子收留在身邊擔任為期兩年的助手，劉姓當家因為鴉片貿易的需求，故在這段期間常和該名收留清（芳樹）的男子有著生意往來，進而認識清（芳樹）。後看中清（芳樹）懂得中文與辦事的能力，將當時年僅12歲的清（芳樹）帶往上海劉家本部，將自己的姓氏過繼給清（芳樹）並賦予後者「劉瑞」之名。
數度賞賜並拔擢建功的清（芳樹），後因為組織內部成員聯合外敵謀反而招來殺身之禍。事後清（芳樹）親自揪出處決謀反的組織內奸與外敵，接替劉姓當家成為繼任劉家家主，也埋下日後張友仁伺機串通沈雪紅協助復仇的導火線。
張友仁（Chang You Ren）
僅在番外《幻想夜話》芳樹劇情線壞結局「壺中天」登場，芳樹於上海本部的資深從屬。原本是前任劉家家主的部屬，多年前在前任劉家家主遭外敵和內奸聯合暗算的事件中，被芳樹從凶手手裡解危，右頰被兇手所傷殘留刀疤，之後以感念芳樹恩情的名義服侍著後者，與此同時因為行事穩妥而深得芳樹信賴。
對前任家主的死因抱有疑問，為了還原家主遇害的真相暗地展開數年調查行動，透過沈雪紅翻譯當事證人的供辭蒐證，推測此事實為芳樹暗地策畫的陰謀。認為芳樹身為自己最仇視的日本人，無論能力再優秀也沒有資格擔任劉家的家主，並聯合沈雪紅籌策謀害芳樹的計劃，意圖藉著除去芳樹成為繼任家主。
番外《幻想夜話》芳樹劇情線壞結局中，一手策畫綁架百合子與謀害芳樹的計劃，過程中被百合子觸及舊疤，於芳樹解救百合子時遭指認出犯人身分，本人則在坦白真相後試圖殺害芳樹未遂，反遭後者搶先持刀斬首而死。
沈雪紅（Shien Shiue Hon）
僅在番外《幻想夜話》芳樹劇情線壞結局「壺中天」登場，和芳樹合作的黑社會組織「青幫」作為交際禮，奉獻給芳樹的中日混血藝妓。個性火烈潑辣，具備強烈忌妒心，經常當著眾人面前自稱為芳樹的正室夫人，身上和住處皆充斥著薔薇的香氣。
踏進劉家本部前為青樓裡的紅牌藝妓，被富豪出資贖身之後反而被青幫所獲，被作為交際獻禮獻給劉家，芳樹則出於青幫的合作利益考量和回應青幫的禮儀表現，迎接她進入劉家本部與安排獨棟宅院供其居住。其真實身分是張友仁安插在芳樹身邊的間諜，受張友仁之託擔任翻譯，還原前任劉家家主遇害事件當事證人的供辭，兼負責調查芳樹的底細。
番外《幻想夜話》芳樹劇情線壞結局中，被張友仁慫恿利誘，跟著張友仁執行綁架百合子與謀害芳樹的計劃，被芳樹察覺其殘留犯案現場的薔薇氣味，導致事跡敗露，最終芳樹殺死作為主謀的張友仁，並推測雪紅已於計劃失敗的同時遭張友仁派手下滅口。
李景惠（Li Jin Huei）
僅在番外《幻想夜話》芳樹劇情線壞結局「壺中天」登場，芳樹於上海本部的年輕從屬。原本是街頭的地痞流氓，某次詐賭時被同夥出賣導致失風被逮，路過的芳樹遂親自和警方交涉，將獲釋的李景仁收為自己的部屬。個性機智靈敏，忠於芳樹，能言善道且反應迅速，有時因此順利協助芳樹解決棘手的問題，深受芳樹的賞識。
番外《幻想夜話》芳樹劇情線壞結局中，搶先向芳樹通報百合子遭綁架的消息，令芳樹及時救下百合子與發現張友仁的陰謀。事後芳樹當面處決張友仁作為殺雞儆猴的手段，允諾目擊事發經過的李景惠若是願意誓死效忠於他，將賞賜給他享用不盡的榮華富貴。
芳樹提到，自己和李景惠的關係，猶如當初的時任劉家家主與自己的縮影。
黑衣男
僅在番外《幻想夜話》斯波劇情線壞結局後日談「鬼火」和芳樹劇情線好結局兼遊戲真結局後日談「去往天涯海角」的個人視角篇「漫步在浪花拍打的岸邊」登場，芳樹的部屬，負責從事諜報、調查、傳訊等任務。
番外《幻想夜話》斯波劇情線壞結局後日談裡，受芳樹指示教唆斯波囚禁百合子；而在芳樹劇情線好結局兼遊戲真結局後日談的個人視角篇裡，被芳樹指派調查兼處理秀雄強制帶走百合子的事件。
部下
僅在番外《幻想夜話》芳樹劇情線好結局兼遊戲真結局後日談「去往天涯海角」的個人視角篇「漫步在浪花拍打的岸邊」登場，芳樹的基層部屬，負責執行監視和回報調查的任務。於芳樹劇情線好結局兼遊戲真結局後日談的個人視角篇裡，被芳樹指派調查兼處理秀雄強制帶走百合子的事件。

### 其他角色
小桃（もも）
僅在遊戲本傳瑞人線與番外《幻想夜話》視覺公式設定集附錄瑞人篇小說《妹妹》提及，瑞人熟識的娼館老鴇旗下所屬的紅牌藝妓。
其容貌未在正劇描寫，小說篇則提及卸妝後是位面容素淨的美少女，為瑞人多度指名陪伴的熟識藝妓，私底下亦協助瑞人擔負債務。
中川（なかがわ）
遊戲本傳僅以文字敘述方式搭配語音登場，秀雄的軍中同袍。性情看似隨和實則頑固，熟知秀雄與佐和子訂婚一事。遊戲本傳秀雄線裏偶遇待在淺草散心的秀雄和百合子，因為出言不遜激怒秀雄，雙方在街上大打出手，導致秀雄為此被軍方勒令在家禁足一段期間。
山田（やまた）
《幻想夜話》視覺公式設定集附錄秀雄篇小說《理性之瞳》提及，秀雄自士官學校時期熟識的軍中同袍。曾跟著中川與其他同袍起鬨，帶秀雄光顧吉原花街，反讓秀雄偶遇瑞人而尷尬離場。
山崎（やまざき）
斯波純一的私人秘書。遊戲本傳僅以文字敘述方式搭配語音登場，番外《幻想夜話》斯波純一線壞結局始以立繪搭配語音登場。
服侍斯波多年，深受前者信賴，在遊戲本傳斯波線受斯波囑託，邀請百合子參加百物語活動。番外《幻想夜話》瑞人線好結局受斯波委託，安排百合子的法語教學。
店長
遊戲本傳僅以文字敘述方式搭配語音登場，鎮上年長的咖啡店店主，為人親切友善。百合子在本傳芳樹劇情線化名離家出走期間，獲悉對方因難言之隱離家出走，遂同意不追究其身份收留她在店裡工作；後來在芳樹尋獲和道出離家出走的百合子的真實身份時，雖無奈仍表態自己已料及事態發展，同意芳樹帶著百合子離開咖啡店。
夏子（なづこ）
遊戲本傳僅以文字敘述方式搭配語音登場，鎮上的咖啡店女領班，親切隨和，負責督導員工與協助店長管理店面，百合子在本傳芳樹劇情線化名離家出走期間，和店長雇用百合子並給與其不少照顧。
光子（みつこ）
遊戲本傳僅以文字敘述方式搭配語音登場，和百合子年紀相近的鎮上咖啡店女店員，為正在就讀大學的弟弟籌備學費，偶爾會在下班後接受顧客的邀約與招待，在本傳芳樹劇情線和化名離家的百合子成為投緣的同事兼友人，祝福後者戀情成功。

## 外部連結
- （日語） http://aromarie.com/product/chou/index.html#chou_a2 （页面存档备份，存于）